# Csipak Péter
Csipak Péter (1970 vagy 1971 –) ingatlanfejlesztő, üzletember, vállalkozó. Nevéhez köthető a Budapest V. kerületében található Fashion Street bevásárlóutca megalapítása, akvizíciója és teljes ingatlanfejlesztése, valamint a Csipak Acquisitions Zrt. és az Immobilia Zrt. megalapítása.

## Életpályája
A Gundel Károly Vendéglátó és Turisztikai Technikum elvégzése után a Vendéglátóipari Főiskolát az első szemeszterben elhagyva 1990‑ben Csipak Péter a vendéglátás területén önálló vállalkozásba kezdett. Első üzleti vállalkozását (ami egy játékterem ill. night club volt) 1990‑ben alapította Zuglóban. Pár évvel később, 1995-ben belvárosi fókuszú projektként megnyitotta a Vörösmarty Cafét az V. kerületi Vörösmarty téren, majd 1996‑ban az Art Cafét, 1997‑ben pedig a Vigadó Étterem és Sörözőt.  
2000‑ben megalapította az ingatlanfejlesztéssel foglalkozó Immobilia Zrt.‑t, majd 2001‑ben vendéglátóipari cégét eladva (beleértve nyolc étterem tulajdonjogát) kezdett bele az V. kerületi Deák Ferenc utca (a Bécsi utca és a Deák Ferenc tér közé eső szakaszának) ingatlanfejlesztésébe. 2008‑ban ez a szakasz Fashion Street néven, önálló brandként működő, egy tulajdonkézben lévő tematikus bevásárlóutcaként nyílt meg.

## A Fashion Street fejlesztésének évei
A Fashion Street egy önálló márkaként működő, egy tulajdonkézben lévő tematikusan felújított bevásárlóutca Budapest V. kerületében. A sétálóutca a Deák Ferenc utca 225 méteres szakasza. A Fashion Street nevet 2008 szeptemberétől viseli, amikor nyolc évnyi ingatlanfejlesztést és renoválást követően hivatalosan is bevásárlóutcává alakult. A londoni Regent Street és a milánói Via Montenapoleone mintájára készült Fashion Street Közép‑Európa első és máig egyetlen, egy teljes belvárosi utcaszakaszt lefedő ingatlanfejlesztése, amely egyetlen tulajdonosé.
Csipak Péter az Immobilia Zrt. megalapítása után kezdett a Deák Ferenc utca épületeinek és ingatlanjainak felvásárlásába, majd ingatlanfejlesztésébe. A lakóépületek és ingatlanok felvásárlása kulcsfontosságú volt ahhoz, hogy a Fashion Street koncepció teljes egészében megvalósulhasson, azaz egy tulajdonkézben összpontosuló, tematikusan kialakítható bevásárlóutca lehessen.
Az Immobilia Zrt. ingatlanfejlesztő cég több éves akvizíció során a Deák Ferenc utca-Bécsi utca közti, valamint a Deák Ferenc tér sarkán lévő lakóépületeket vásárolta fel, majd 2004‑ben kezdett bele a Fashion Street koncepciójának megvalósításába.
A Fashion Street egyike volt azoknak az ingatlanfejlesztési projekteknek, melyek bemutatkozhattak a 2005‑ös cannes‑i Nemzetközi Ingatlanfejlesztési Szakkiállításon ((MAPIC), ahol Csipak Péter és cége önálló kiállítási standon reprezentatív makettel ismertette meg a Fashion Streetet a szakmával.
Az épületeket 2004‑től nagy odafigyeléssel és eredeti külsejük visszaállításával teljeskörűen felújították, majd részben kereskedelmi célból kiadták. A felújítás során 16 tonna rézzel állították vissza a történelmi épületek eredeti homlokzatait, valamint 4000 négyzetméter gránitburkolattal alakították ki a sétálóutcát. A Fashion Street összes üzletének bejáratánál Nero Assoluto gránitkőbe vésett, egyedi arany‑fekete logós tematikus lábtörlőköveket helyeztek el, ezzel tematizálva a divatutcát.

### A Main Street Projekt
2004‑ben Csipak Péter továbbgondolta a Fashion Street vízióját és bécsi utcai ingatlanokat vásárolt fel, hogy a Fashion Streetet a későbbiekben T‑alakban kiterjessze, azonban a 2008‑as világgazdasági válság miatt a fejlesztés megállt. A Fashion Street megnyitása után két évvel Csipak Péter 2010‑ben új fejlesztésbe kezdett: a Belvárosi Új Városközpont vagy másnéven Zeppelin‑projekt nagyszabású épületkomplexum beruházását a londoni Foster and Partners építésziroda tervei alapján építettek volna meg az egykori Fischer Áruház és négy szomszédos épület lerombolásával. A tervet először jóváhagyta a Központi Építészeti és Műszaki Tervtanács, majd végül a Belvárosi Önkormányzat elutasította, így a fejlesztés 2011‑ben meghiúsult.

### Cirbolya utcai villa
2011‑ben erős sajtóvisszhangot kapott Csipak Péter Budán épülő magánvillája: a ház garázsának egy része természetvédelmi területre épült. A 75 százalékos készültségi fokig megépült ingatlant és a hozzá tartozó telket 2016‑ban eladták.

### Események a Fashion Streeten
A Fashion Street számos eseménynek ad otthont. Az utcában már hagyományossá vált a karácsonyi 200 000 LED‑izzóval megvalósuló ünnepi díszkivilágítás, és a zenés show‑val, ajándékozással és jótékonysági adományozással egybekötött Mikulás‑ünnepség is.
2018‑ban, az utca megalakulásának 10. jubileumát ünnepelve a Fashion Streeten egy látványos, arany X‑et állítottak ki. A 10. évfordulót az utca ünnepséggel koronázta, amelynek vendége volt Lewis Hamilton Forma‑1‑es pilóta és Palvin Barbara divatmodell is, akikkel Csipak Péter közösen vágta fel a tíz éves jubileumi tortát. Az eseményen emellett jótékonysági tombola is megrendezésre került, mellyel az utca a Csodalámpa Alapítványt támogatta.

### Fashion Street Magazin
A Fashion Street Magazin egy félévente megjelenő exkluzív, nyomtatott divatlap, amely a Fashion Street saját, díjnyertes publikációja. A 200 oldalas, magyar és angol nyelven elérhető magazin a fashionisták bibliája, a kreatív fotóanyagok mellett mélyinterjúk, közéleti cikkek és kortárs irodalmi novellák olvashatóak. Alapítója Csipak Péter.

### Fashion Street Gallery
A Fashion Street 2019 óta aktívan támogatja a kulturális életet: a Deák Palota átriumában megnyílt Fashion Street Gallery fiatal kortárs képző‑ és iparművészek számára nyújt kiállítási lehetőséget.

### Társadalmi szerepvállalás
Csipak Péter az első volt azok között, akik a 2010‑es vörösiszap‑katasztrófában magánemberként segítettek a mindenüket elvesztő családokon. A Völler család otthona volt az első adományház, amely az iszapömlés után, mindössze 30 nap alatt felépült. Ezt Csipak Péter civil adományozóként ajánlotta föl a családnak.  
Csipak Péter céges szinten is fontosnak tartja a társadalmi szerepvállalást. A Fashion Street Kft. több mint tíz éve támogató partnere a Csodalámpa Alapítványnak, amely 2003 óta teljesíti súlyosan beteg kisgyermekek egy‑egy különleges kívánságát. A minden év decemberében megrendezett Fashion Street Santa – Mikulás rendezvény fix programeleme, hogy az ingyenes koncertek és a Télapó megjelenése mellett két súlyosan beteg kisgyermek kívánságát is teljesítik. 
Emellett több jótékonysági művészeti aukciónak is helyszínt biztosított a Fashion Street Gallery kiállítótermében, ahol a befolyt összegekkel szintén a Csodalámpa Alapítvány áldozatos munkáját támogatták.

### Díjak és elismerések
Csipak Péter és projektjei több jelentős díjat és elismerést kaptak. A Fashion Street ingatlanfejlesztési projektjében megvalósuló Deák Palotát 2008-ban Pro Architectura díjjal jutalmazták. A Fashion Street 2018-as jubileumi magazinja ugyanabban az évben Media Design Bronz díjat nyert. 2019-ben a Fashion Street jubileumi, limitált példányszámú könyvkiadványa megnyerte a Best Print Hungary Gold Award díjat. Ugyanebben az évben a Fashion Street több belvárosi utcával megvalósuló SlowXmas együttműködését a Városmarketing Szövetség a Városmarketing Gyémánt díjával jutalmazta.
| Év   | Díj                               | Megjegyzés                                         |
| ---- | --------------------------------- | -------------------------------------------------- |
| 2008 | Pro Architectura díj              | A Deák Palota rekonstrukciójáért                   |
| 2018 | Creative Media Design Award       | A Fashion Street Magazin 10. jubileumi lapszámáért |
| 2019 | Best Print Hungary – Golden Award | A Fashion Street jubileumi könyvkiadványáért       |
| 2019 | Városmarketing Gyémánt díj        | A „SlowXmas” együttműködésért                      |